# Aníbal Capela
Aníbal Araújo Capela, noto semplicemente come  Aníbal Capela (Vila Verde, 8 maggio 1991), è un ex calciatore portoghese, di ruolo difensore.

## Carriera

### Club
Cresciuto nel Braga, ha esordito in massima serie nella stagione 2010-11. Per la stagione 2011-2012 viene ceduto in prestito al Covilhã, in seconda serie, quindi fa ritorno al Braga giocando con la squadra riserve fino al gennaio del 2013, quando passa in prestito al Moreirense, squadra di massima serie.
Nel 2013 si trasferisce in prestito all'Académica. Con la squadra di Coimbra disputa due stagioni, prima di passare al Rio Ave.
Nell'estate del 2017 arriva in Italia al Carpi, formazione di Serie B.
Nel 2018, svincolatosi dal Carpi, passa al Cosenza, sempre in Serie B, firmando un contratto fino al 2020, confermando la sua militanza nella divisione cadetta del Bel Paese. In due stagioni con i rossoblù totalizza 53 presenze di campionato.
Il 13 ottobre 2020 firma un triennale con la Triestina.

### Nazionale
Ha avuto esperienze in tutte le selezioni giovanili del Portogallo, senza tuttavia mai riuscire ad essere selezionato per la nazionale maggiore.

## Statistiche

### Presenze e reti nei club
Statistiche aggiornate al 9 maggio 2022.
| Stagione         | Squadra          | Campionato       | Campionato | Campionato | Coppe nazionali | Coppe nazionali | Coppe nazionali | Coppe continentali | Coppe continentali | Coppe continentali | Altre coppe | Altre coppe | Altre coppe | Totale | Totale |
| Stagione         | Squadra          | Comp             | Pres       | Reti       | Comp            | Pres            | Reti            | Comp               | Pres               | Reti               | Comp        | Pres        | Reti        | Pres   | Reti   |
| ---------------- | ---------------- | ---------------- | ---------- | ---------- | --------------- | --------------- | --------------- | ------------------ | ------------------ | ------------------ | ----------- | ----------- | ----------- | ------ | ------ |
| 2017-2018        | Carpi            | B                | 18         | 0          | CI              | 2               | 0               | -                  | -                  | -                  | -           | -           | -           | 20     | 0      |
| 2018-2019        | Cosenza          | B                | 19         | 0          | CI              | 1               | 0               | -                  | -                  | -                  | -           | -           | -           | 20     | 0      |
| 2019-2020        | Cosenza          | B                | 33         | 0          | CI              | 0               | 0               | -                  | -                  | -                  | -           | -           | -           | 33     | 0      |
| Totale Cosenza   | Totale Cosenza   | Totale Cosenza   | 54         | 0          |                 | 1               | 0               |                    | -                  | -                  |             | -           | -           | 55     | 0      |
| 2020-2021        | Triestina        | C                | 23+1       | 0          | CI              | 0               | 0               | -                  | -                  | -                  | -           | -           | -           | 24     | 0      |
| 2021-2022        | Triestina        | C                | 14         | 1          | CI-C            | 1               | 0               | -                  | -                  | -                  | -           | -           | -           | 15     | 1      |
| Totale Triestina | Totale Triestina | Totale Triestina | 37+1       | 1          |                 | 1               | 0               |                    | -                  | -                  |             | -           | -           | 39     | 1      |
| Totale carriera  | Totale carriera  | Totale carriera  | 107+1      | 1          |                 | 4               | 0               |                    | -                  | -                  |             | -           | -           | 112    | 1      |